# Nürnberger Versicherungscup 2015 - Qualificazioni singolare
Le qualificazioni del singolare del Nürnberger Versicherungscup 2015 sono state un torneo di tennis preliminare per accedere alla fase finale della manifestazione. Le vincitrici dell'ultimo turno sono entrate di diritto nel tabellone principale. In caso di ritiro di una o più giocatrici aventi diritto a queste sono subentrate le lucky loser, ossia le giocatrici che hanno perso nell'ultimo turno ma che avevano una classifica più alta rispetto alle altre partecipanti che avevano comunque perso nel turno finale.

## Teste di serie
1. Yanina Wickmayer (entrata nel tabellone principale)
2. Alison Van Uytvanck (qualificata)
3. Nicole Gibbs (primo turno)
4. Andreea Mitu (qualificata)
5. Julija Putinceva (qualificata)
6. Misaki Doi (qualificata)
7. Julija Bejhel'zymer (ultimo turno)

1. María Irigoyen (primo turno)
2. Bethanie Mattek-Sands (primo turno)
3. Anastasija Rodionova (ritirata)
4. Ana Bogdan (primo turno)
5. Andrea Hlaváčková (ultimo turno)
6. Renata Voráčová (qualificata)

## Qualificate
1. Renata Voráčová
2. Alison Van Uytvanck
3. Rebecca Peterson

1. Andreea Mitu
2. Julija Putinceva
3. Misaki Doi

## Tabellone

### Legenda
| - Q = Qualificato - WC = Wild card - LL = Lucky loser | - ALT = Alternate - SE = Special Exempt - PR = Protected Ranking | - w/o = Walkover - r = Ritirato - d = Squalificato |

### Sezione 1
|  | Primo turno | Primo turno       | Primo turno       | Primo turno | Primo turno |  |  | Ultimo turno | Ultimo turno    | Ultimo turno    | Ultimo turno | Ultimo turno |  |
|  |             |                   |                   |             |             |  |  |              |                 |                 |              |              |  |
|  | 13          | Renata Voráčová   | Renata Voráčová   | 6           | 7           |  |  |              |                 |                 |              |              |  |
|  |             | Anhelina Kalinina | Anhelina Kalinina | 2           | 6           |  |  | 13           | Renata Voráčová | Renata Voráčová | 6            | 7            |  |
|  |             | Laura Pous Tió    | Laura Pous Tió    | 6           | 6           |  |  |              | Laura Pous Tió  | Laura Pous Tió  | 3            | 5            |  |
|  | 8           | María Irigoyen    | María Irigoyen    | 2           | 1           |  |  |              |                 |                 |              |              |  |

### Sezione 2
|  | Primo turno | Primo turno         | Primo turno         | Primo turno | Primo turno |  |  | Ultimo turno | Ultimo turno        | Ultimo turno        | Ultimo turno | Ultimo turno |  |
|  |             |                     |                     |             |             |  |  |              |                     |                     |              |              |  |
|  | 2           | Alison Van Uytvanck | Alison Van Uytvanck | 6           | 6           |  |  |              |                     |                     |              |              |  |
|  |             | Kateřina Vaňková    | Kateřina Vaňková    | 3           | 4           |  |  | 2            | Alison Van Uytvanck | Alison Van Uytvanck | 6            | 6            |  |
|  | WC          | Lena Rüffer         | 4                   | 7           | 65          |  |  | Alt          | Arina Rodionova     | Arina Rodionova     | 3            | 4            |  |
|  | Alt         | Arina Rodionova     | 6                   | 65          | 7           |  |  |              |                     |                     |              |              |  |

### Sezione 3
|  | Primo turno | Primo turno      | Primo turno      | Primo turno | Primo turno |  |  | Ultimo turno | Ultimo turno     | Ultimo turno     | Ultimo turno | Ultimo turno |  |
|  |             |                  |                  |             |             |  |  |              |                  |                  |              |              |  |
|  | 3           | Nicole Gibbs     | Nicole Gibbs     | 63          | 3           |  |  |              |                  |                  |              |              |  |
|  |             | Cindy Burger     | Cindy Burger     | 7           | 6           |  |  |              | Cindy Burger     | Cindy Burger     | 4            | 1            |  |
|  |             | Rebecca Peterson | Rebecca Peterson | 6           | 6           |  |  |              | Rebecca Peterson | Rebecca Peterson | 6            | 6            |  |
|  | 11          | Ana Bogdan       | Ana Bogdan       | 3           | 2           |  |  |              |                  |                  |              |              |  |

### Sezione 4
|  | Primo turno | Primo turno       | Primo turno       | Primo turno | Primo turno |  |  | Ultimo turno | Ultimo turno      | Ultimo turno      | Ultimo turno | Ultimo turno |  |
|  |             |                   |                   |             |             |  |  |              |                   |                   |              |              |  |
|  | 4           | Andreea Mitu      | Andreea Mitu      | 6           | 6           |  |  |              |                   |                   |              |              |  |
|  | Alt         | Tereza Martincová | Tereza Martincová | 3           | 3           |  |  | 4            | Andreea Mitu      | Andreea Mitu      | 6            | 6            |  |
|  | WC          | Barbara Haas      | Barbara Haas      | 2           | 2           |  |  | 12           | Andrea Hlaváčková | Andrea Hlaváčková | 2            | 3            |  |
|  | 12          | Andrea Hlaváčková | Andrea Hlaváčková | 6           | 6           |  |  |              |                   |                   |              |              |  |

### Sezione 5
|  | Primo turno | Primo turno           | Primo turno      | Primo turno | Primo turno |  |  | Ultimo turno | Ultimo turno     | Ultimo turno     | Ultimo turno | Ultimo turno |  |
|  |             |                       |                  |             |             |  |  |              |                  |                  |              |              |  |
|  | 5           | Yulia Putintseva      | Yulia Putintseva | 6           | 6           |  |  |              |                  |                  |              |              |  |
|  |             | Nastja Kolar          | Nastja Kolar     | 3           | 4           |  |  | 5            | Yulia Putintseva | Yulia Putintseva | 6            | 6            |  |
|  |             | Arantxa Rus           | 4                | 6           | 6           |  |  |              | Arantxa Rus      | Arantxa Rus      | 3            | 3            |  |
|  | 9           | Bethanie Mattek-Sands | 6                | 3           | 2           |  |  |              |                  |                  |              |              |  |

### Sezione 6
|  | Primo turno | Primo turno         | Primo turno         | Primo turno | Primo turno |  |  | Ultimo turno | Ultimo turno        | Ultimo turno | Ultimo turno | Ultimo turno |  |
|  |             |                     |                     |             |             |  |  |              |                     |              |              |              |  |
|  | 6           | Misaki Doi          | Misaki Doi          | 6           | 6           |  |  |              |                     |              |              |              |  |
|  | WC          | Mira Antonitsch     | Mira Antonitsch     | 3           | 0           |  |  | 6            | Misaki Doi          | 6            | 6            | 7            |  |
|  | WC          | Katharina Gerlach   | Katharina Gerlach   | 3           | 3           |  |  | 7            | Julija Bejhel'zymer | 7            | 2            | 5            |  |
|  | 7           | Julija Bejhel'zymer | Julija Bejhel'zymer | 6           | 6           |  |  |              |                     |              |              |              |  |